# Matteo Ingrosso
Matteo Ingrosso (Fortaleza, 12 febbraio 1988) è un giocatore di beach volley italiano.

## Biografia
Ha vestito la maglia azzurra dal 2009 al 2014. Nato in Brasile, ha quasi sempre gareggiato assieme al fratello gemello Paolo Ingrosso. Esordisce nel 2004 con l'associazione sportiva Promobeach Gallipoli. Dal 2015 i due avviano un progetto autonomo, denominato Ingrosso Twins beachvolleyball team, gareggiando con l'Asd Beach Talents sotto la guida tecnica dell'olimpionico Andrea Raffaelli. 
Arrivano quindi nell'estate 2015 due vittorie in altrettante Tappe dell'Europeo (Biel e Jurmala), un quarto e un quinto posto in due Grand Slam  Fivb (Stavanger e Yokohama) e un breve ingaggio da parte del Al-Rayyan Sports Club

### Medagliere internazionale
- Bronzo – Campionato del Mondo Under 19 – Isole Bermuda (2006)
- Argento – Campionato Europeo Under 23 -  Espinho (Por)  (2008)
- Bronzo – Campionato del Mondo Under 21 - Brighton (UK)  (2008)
- Bronzo – Giochi del Mediterraneo – Pescara (Ita) (2009)
- Argento - FIVB World Tour Open -) Puerto Vallarta (Mex) 2014
- Oro - Tappa Europeo Cev - Jurmala (Lat) 2015
- Oro - Tappa Europeo Cev - Biel (Sui) 2015

### Scudetti
- CAMPIONE D'ITALIA 🇮🇹 2010 – Lido di Jesolo in coppia con Paolo Ingrosso
- CAMPIONE D’ITALIA 🇮🇹 2019 - Caorle in coppia con Alex Ranghieri
- Medaglia d'oro al Trofeo delle Regioni U18 - 2005 Lignano Sabbiadoro

### Tappe Campionato Italiano assoluto
- 7 Medaglie d'oro – Pescara 2009, San Cataldo 2009, Lido di Ostia 2009, Benevento 2010, Cesenatico 2011, Bibione 2012, Lido di Ostia 2012
- 3 Medaglie d'argento – Maratea 2010, Benevento 2011, Lido di Jesolo 2012
- 1 Medaglia di bronzo – Lido di Jesolo 2011

### World Tour FIVB e Europeo CEV
Numerose partecipazioni dal 2008, con numerosi ottimi piazzamenti. 
Miglior posizione non a medaglia: 4º posto al Grand Slam/Major Series di Stavanger (Norvegia) 2015